# Kentaur (grammatik)
Indenfor dansk grammatik er en kentaur (eller en gerundiumform eller kentaurkonstruktion) et verbalsubstantiv dannet ved påsætningen af endelsen -en.
De adskiller sig fra andre verbalsubstantiver ved at de normalt ikke har bøjningsformer i bestemt og i flertal.
Bøjning til ejefald ses.
Alle kentaurer har fælleskøn som grammatisk køn .
Eksempler på kentaur er råben, medvirken og rislen.
Kentaurer kan indgå i et kentaurnominal.
Kentaurerne forekommer til tider i par, særligt ofte ses "råben og skrigen" for eksempel "Deres råben og skrigen og fornærmelser har til formål at dække over denne kendsgerning."
Men andre kombinationer ses også, for eksempel "Da jeg forsøgte at udøve min ret som parlamentsmedlem, blev jeg fysisk forhindret, og der var en del pinlig skubben og råben."
Mange kentaurer medtages ikke i ordbøger.
Dog forekommer visse kentaur, for eksempel jodlen i Retskrivningsordbogen og Det Centrale Ordregister.
Anderledes findes råben ikke i Retskrivningsordbogen.
Visse kentaurlignende navneord med -en-endelse kan bøjes i flertal. Det gælder hilsen og optræden.
Kentaurer ses benyttet i titlen på Søren Kirkegaards tekst Frygt og Bæven,
i den danske Melodi Grand Prix-vinder Dansevise hvor det hedder "En rislen i bækken, en hvislen i hækken" og i Hvor smiler fager den danske Kyst hvor en linje læses "som Vindens Rislen i Danmarks Korn".